# 费尔法克斯·莫尔斯比
海军元帅费尔法克斯·莫尔斯比爵士，GCB（英語：Sir Fairfax Moresby，1786年11月29日—1877年1月21日）是英國皇家海军军官。

## 早年经历
费尔法克斯1786年11月29日出生于英属印度孟加拉省加尔各答。
1799年加入英国皇家海军。